# Pszeniec

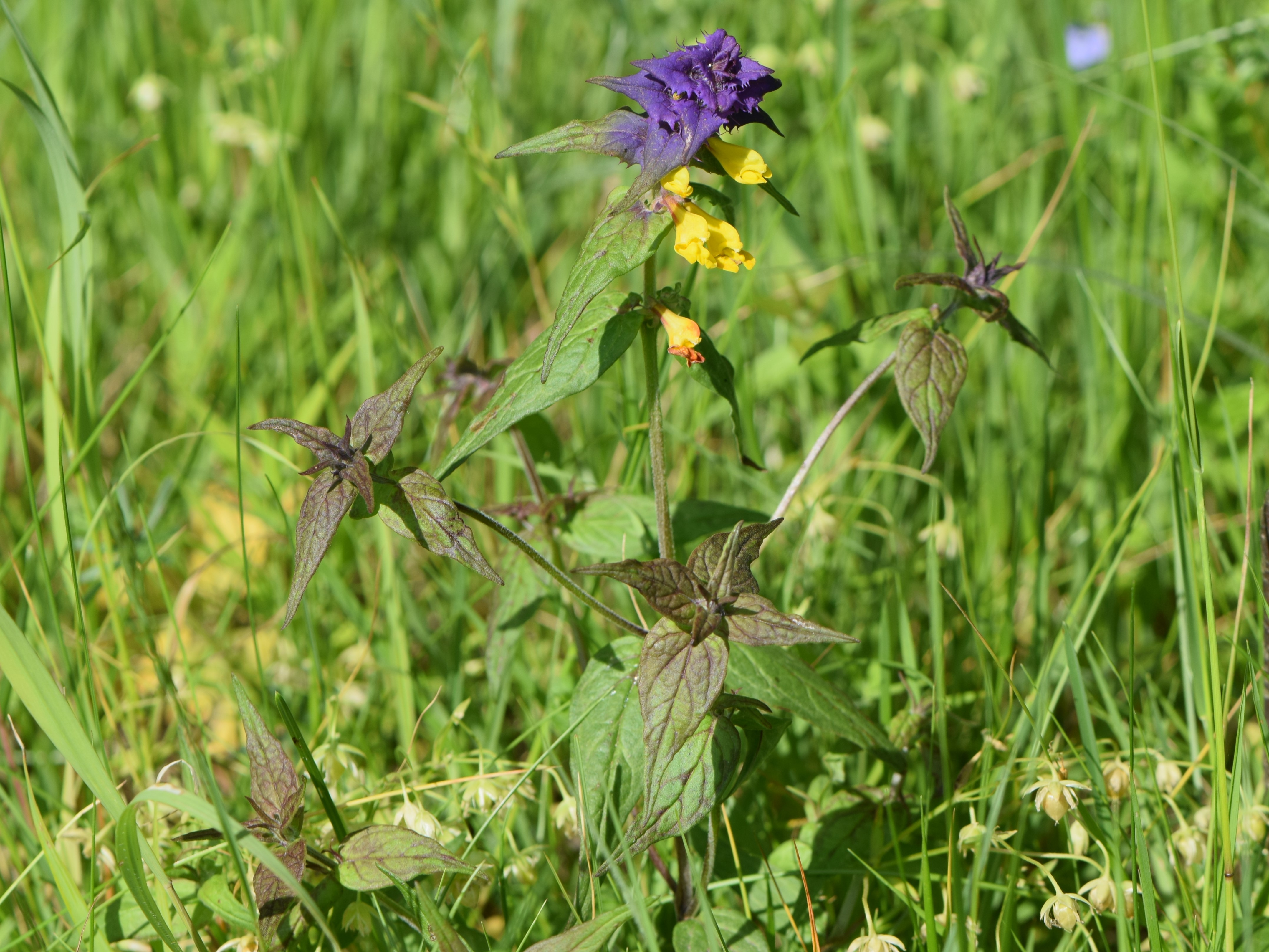
Pszeniec gajowy

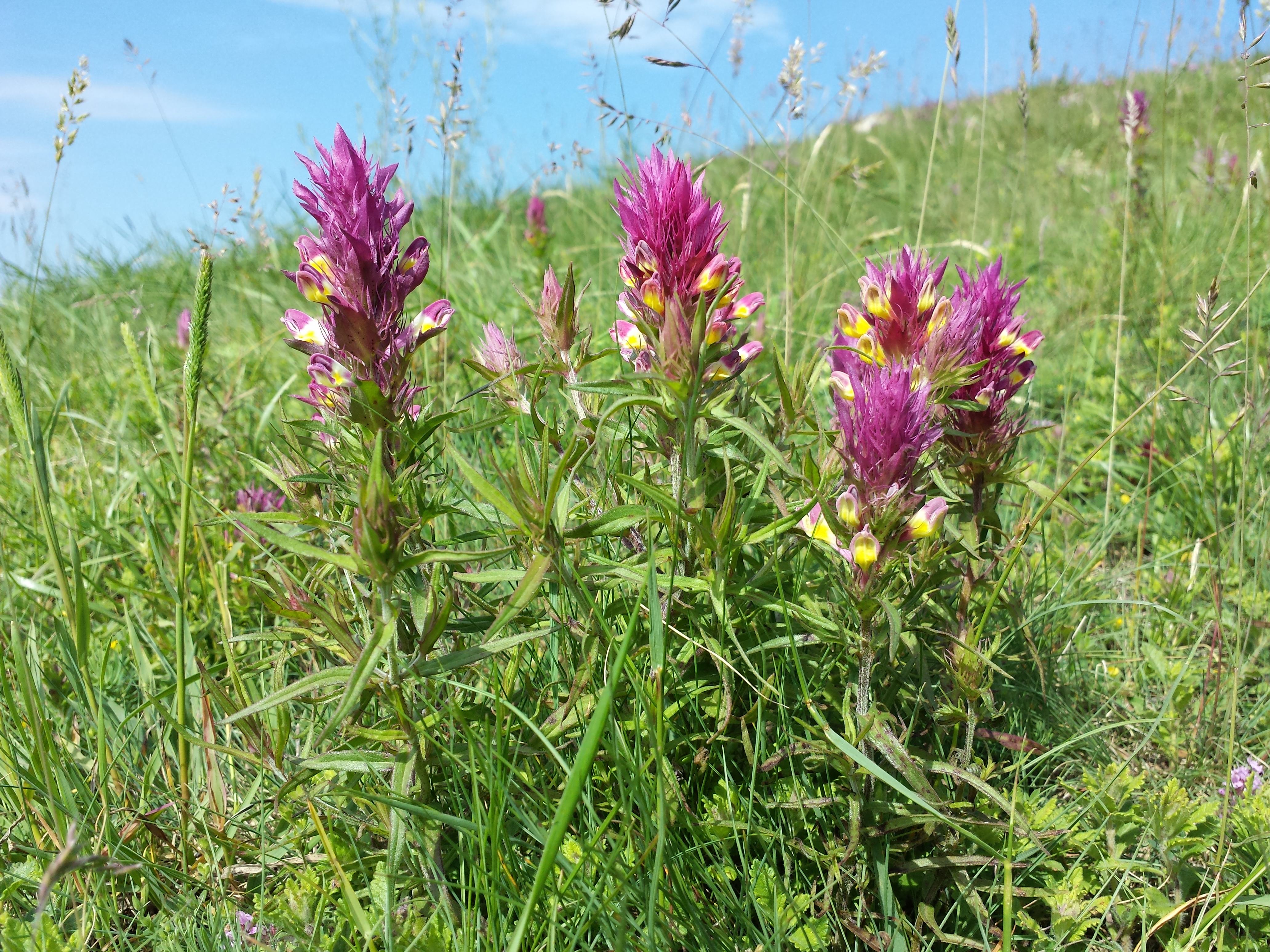
Pszeniec różowy

Pszeniec (Melampyrum L.) – rodzaj roślin z rodziny zarazowatych, dawniej zaliczany do tradycyjnie szeroko ujmowanej rodziny trędownikowatych. Należy tu 38 gatunków występujących w strefie umiarkowanej półkuli północnej. Są to półpasożyty, których gospodarzami są rośliny z różnych rodzin i siedlisk. Rodzaj wyróżnia się w rodzinie zarazowatych stosunkowo dużymi i nielicznymi nasionami, zaopatrzonymi w elajosomy, dzięki czemu są one rozprzestrzeniane przez mrówki. 
Duże nasiona przypominają wielkością ziarna zbóż. Nasiona pszeńca różowego M. arvense rosnącego w zbożu zanieczyszczały plon i dlatego gatunek ten był zwalczany w uprawach. Naukowa nazwa rodzaju utworzona została z greckich słów melas znaczącego czarny i pyros oznaczającego pszenicę. 

## Rozmieszczenie geograficzne
Zasięg rodzaju obejmuje strefę umiarkowaną w Europie, Azji i Ameryce Północnej. Centrum zróżnicowania rodzaju znajduje się w Europie, gdzie występują 24 gatunki. W Chinach rosną trzy gatunki, w Ameryce Północnej – jeden (Melampyrum lineare).
W Polsce rośnie w zależności od ujęcia 7 lub 8 gatunków rodzimych (różnica wynika z wyodrębniania w niektórych ujęciach pszeńca Herbicha M. herbichii, w innych utożsamianego z pszeńcem białym M. saxosum) oraz jednego gatunku przejściowo dziczejącego.
Gatunki flory Polski
Pierwsza nazwa naukowa według listy krajowej, druga – obowiązująca według bazy taksonomicznej Plants of the World online (jeśli jest inna)
- pszeniec biały Melampyrum saxosum Baumg.
- pszeniec brodaty Melampyrum barbatum Waldst. & Kit. ex Willd. – efemerofit
- pszeniec gajowy Melampyrum nemorosum L.
- pszeniec grzebieniasty Melampyrum cristatum L.
- pszeniec Herbicha Melampyrum herbichii Woł. ≡ Melampyrum saxosum Baumg.
- pszeniec leśny Melampyrum sylvaticum L.
- pszeniec polski Melampyrum polonicum (Beauverd) Soó
- pszeniec różowy Melampyrum arvense L.
- pszeniec zwyczajny Melampyrum pratense L.

## Morfologia

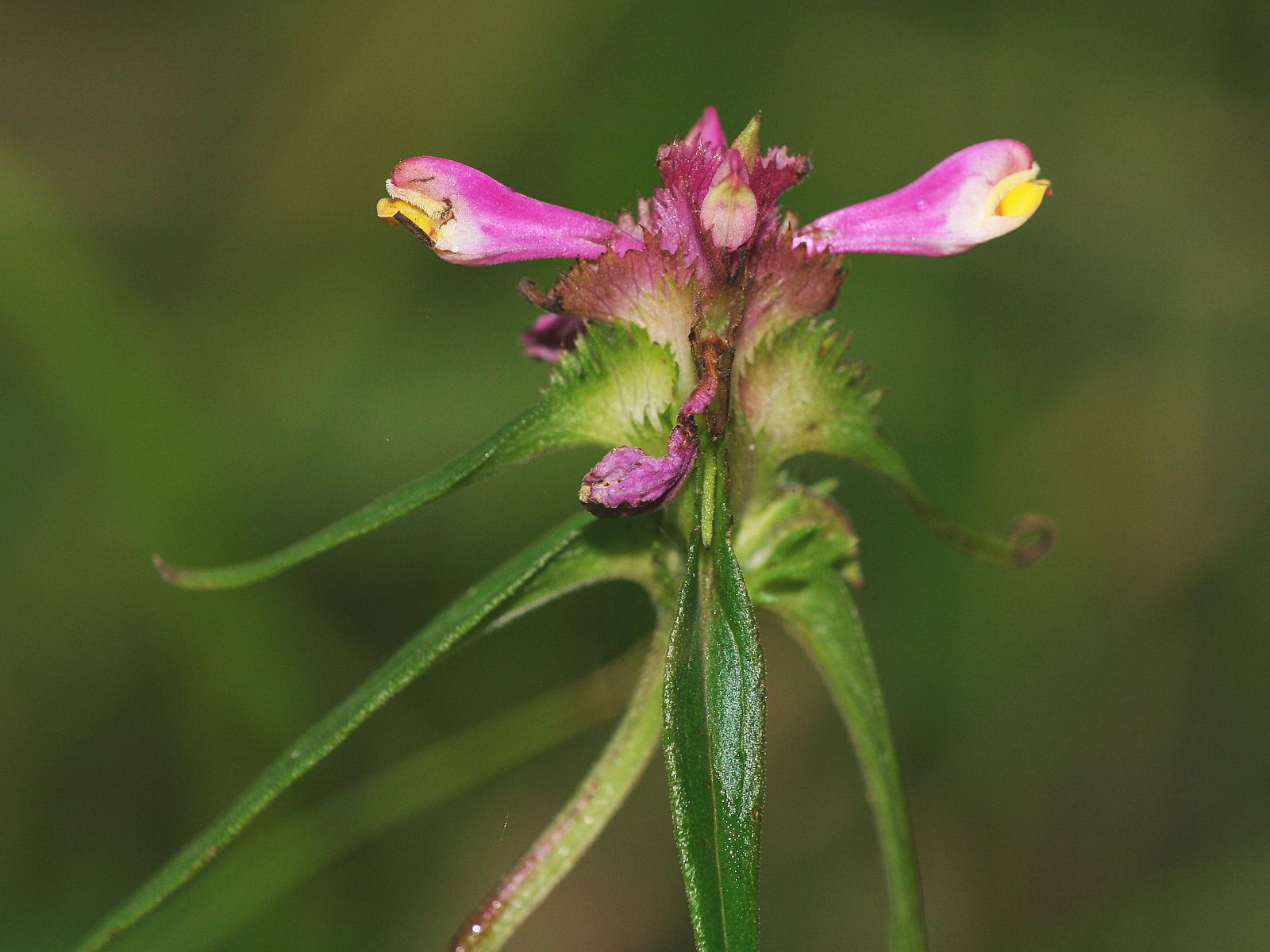
Pszeniec grzebieniasty

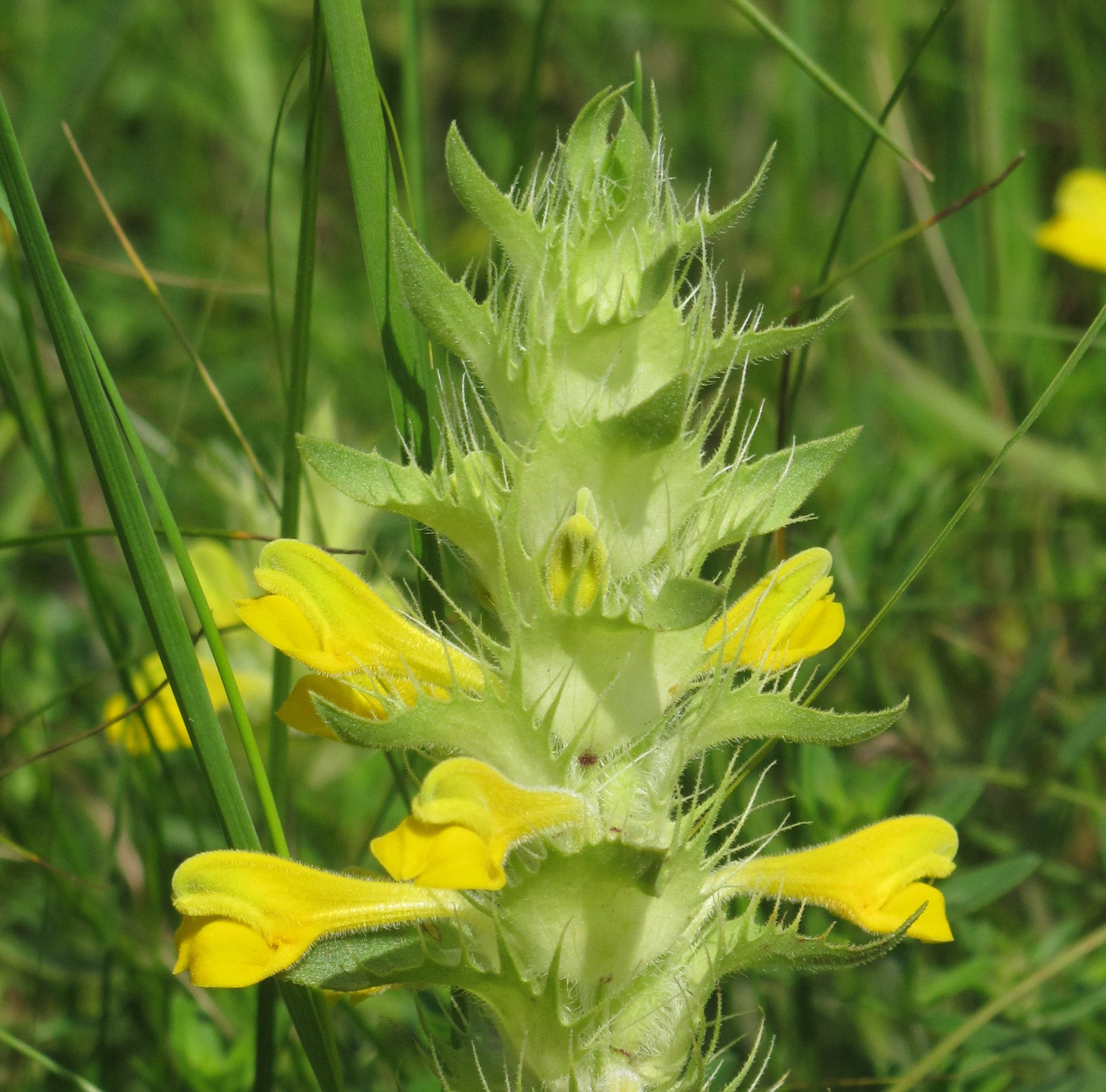
Pszeniec brodaty

PokrójRośliny jednoroczne, o pędach niemięsistych, prosto wzniesionych, pokrytych miękkimi włoskami. U części gatunków występują miodniki na dolnych liściach, co może pozwalać na utrzymywanie mrówek z dala od nektaru w kwiatach.
LiścieNakrzyżległe, łodygowe, siedzące lub krótkoogonkowe, o blaszce cienkiej, całobrzegiej lub ząbkowanej tylko przy wierzchołku.
KwiatyZebrane w górnej części pędów w grona i kłosy lub wyrastające pojedynczo w kątach podobnych do liści przysadek, aczkolwiek zwykle ostro lub szczecinkowato zaostrzonych, czasem z ostrymi, wydłużonymi ząbkami. Przysadki u niektórych gatunków są barwne. Z powodu skręcenia szypułek kwiaty wyrastające z nasad naprzeciwległych przysadek skierowane są w tym samym kierunku. Kielich dzwonkowaty, tworzony jest przez cztery działki, z których dwie górne są większe od dolnych. Korona u nasady rurkowata, wyżej rozszerza się i tworzy dwie wargi. Dolna warga jest otwarta, z dwiema fałdami i trzema łatkami na końcu. Górna warga krótsza, z brzegami odwiniętymi. Pręciki cztery, dwusilne, o nitkach nagich. Zalążnia dwukomorowa, z dwoma zalążkami w każdej z komór. Znamię główkowate.
OwocePękające komorowo torebki zawierające od 1 do 4 nasion, dużych, podługowatych, gładkich, ciemniejących w czasie dojrzewania.

## Systematyka
Pozycja systematyczna
Rodzaj klasyfikowany do plemienia Rhinantheae Lamarck & de Candolle w rodzinie zarazowatych Orobanchaceae. W tradycyjnym, szerokim ujęciu rodziny trędownikowatych Scrophulariaceae, dominującym przez znaczną część XX wieku, rodzaj był zaliczany do niej.
W obrębie plemienia rodzaj zajmuje pozycję bazalną. Potwierdzono także monofiletyzm rodzaju.
Wykaz gatunków
- Melampyrum alboffianum Beauverd
- Melampyrum aphraditis S.B.Zhou & X.H.Guo
- Melampyrum arvense L. – pszeniec różowy
- Melampyrum barbatum Waldst. & Kit. ex Willd. – pszeniec brodaty
- Melampyrum bihariense A.Kern.
- Melampyrum × burnatii Beauverd
- Melampyrum catalaunicum Freyn
- Melampyrum caucasicum Bunge
- Melampyrum chinense Dahl ex Diels
- Melampyrum chlorostachyum (Hohen.) Beauverd
- Melampyrum ciliatum Boiss. & Heldr.
- Melampyrum cristatum L. – pszeniec grzebieniasty
- Melampyrum doerfleri Ronniger
- Melampyrum × dolosum Beauverd
- Melampyrum elatius Reut. ex Boiss.
- Melampyrum fimbriatum Vandas
- Melampyrum heracleoticum Boiss. & Orph.
- Melampyrum hoermannianum K.Malý
- Melampyrum indicum Hook.f. & Thomson
- Melampyrum italicum (Beauverd) Soó
- Melampyrum × knetschii Beauverd
- Melampyrum koreanum K.J.Kim & S.M.Yun
- Melampyrum laxum Miq.
- Melampyrum lineare Lam.
- Melampyrum macranthum Murata
- Melampyrum mulkijanianii T.N.Popova
- Melampyrum nemorosum L. – pszeniec gajowy
- Melampyrum polonicum (Beauverd) Soó – pszeniec polski
- Melampyrum pratense L. – pszeniec zwyczajny
- Melampyrum roseum Maxim.
- Melampyrum saxosum Baumg. – pszeniec biały, pszeniec Herbicha
- Melampyrum scardicum Wettst.
- Melampyrum setaceum (Maxim. ex Palib.) Nakai
- Melampyrum stenophyllum Boiss.
- Melampyrum subalpinum (Jur.) A.Kern.
- Melampyrum sylvaticum L. – pszeniec leśny
- Melampyrum trichocalicinum Vandas
- Melampyrum variegatum (Porta & Rigo) Huter
- Melampyrum vaudense (Ronniger) Soó
- Melampyrum velebiticum Borbás
- Melampyrum × viviscense Beauverd
- Melampyrum yezoense T.Yamaz.